# ICY
ICY beziehungsweise Icy war eine kurzlebige Band, die für eine Teilnahme am Eurovision Song Contest geformt wurde. Die Mitglieder waren Pálmi Gunnarson, Helga Möller und Eiríkur Hauksson, der Island beziehungsweise Norwegen auch später noch beim ESC vertrat.

## Eurovision Song Contest
1986 nahmen ICY am Eurovision Song Contest in Bergen mit dem Song Gleðibankinn (dt.: „Spaßbank'“) teil. Sie erreichten Platz 16.
Beim isländischen nationalen Vorentscheid hatte Pálmi Gunnarson den Song Gleðibankinn noch alleine gesungen, ICY wurde erst später gebildet.